# Frederik Stjernfelt
Frederik Stjernfelt (født 6. juli 1957) er en dansk professor og forfatter. Han er professor i videnskabsteori, idéhistorie og semiotik ved Aalborg Universitet København. Stjernfelt er anmelder og skribent ved Weekendavisen siden 1994. Han var redaktør af Gyldendals kulturtidsskrift Kritik fra 1993 til 2012. Stjernfelt er medlem af Det Danske Akademi siden 2001
(dog passivt medlem siden 2020) og medstifter af Fri Debat, et selvsupplerende netværk, der arbejder for at fremme fuld ytringsfrihed. Han er en flittig skribent med en lang publikationsliste af både faglige og populære bøger og artikler.

## Hæder
Stjernfelt har modtaget en række priser for sit arbejde:
- 2006: Lærebogsprisen sammen med Vincent F. Hendricks for bogen Tal en tanke[6][7]
- 2010: Dansk Magisterforenings forskningspris[8][9]
- 2017: Blixenprisen for "Årets indsats for ytringsfriheden" sammen med Jacob Mchangama[10]
- 2018: Semper ardens-bevilling fra Carlsbergfondet sammen med Ulrik Langen til at arbejde med en bog om trykkefrihedsperioden 1770-1773, som "for altid forandrede betingelserne for opinionsdannelse og udveksling af synspunkter i Danmark."[11]
- 2021: Årets historiske forskningsresultat for "Grov konfækt" tildelt af Den danske historiske forening.
- 2021: Frit Flet-prisen for Grov konfækt tildelt af Politiken Fonden.

## Privatliv
Frederik Stjernfelt er gift med oversætter Agnete Dorph Stjernfelt og far til kunstneren Agnes Stjernfelt og tegneren Karoline Stjernfelt.

### Redigerede værker (Udvalg)
- Bare træer. En antologi om danske skove (1994) sm. Per Højholt
- Rum og fænomenologi. Filosofi, æstetik, arkitektur, historie (2000) sm. Anders Michelsen
- Æstetisk kommunikation (2001) sm. Ole Thyssen
- Fodbold! Forfattere om fænomenet fodbold (2002) sm. Peter Christensen
- Tankens magt. Vestens idehistorie I-III (2006) sm. Hans Siggaard Jensen og Ole Knudsen.
- Signs and Meaning. 5 Questions (2009) sm. Peer F. Bundgaard
- Semiotics. Critical Concepts in Language Studies (2010) sm. Peer F. Bundgaard
- Kampen om disciplinerne (2015) sm. David Budtz Pedersen og Simo Køppe
- Kortlægning af dansk humanistisk forskning (2016) sm. David Budtz Pedersen
- Kampen om mennesket (2018) sm. David Budtz Pedersen og Finn Collin

### Bidragsyder (Udvalg)
- Artiklen "Sekularisme er en fundamentalisme" i Gudløs! Religionskritik i dag (2008) redigeret af Malene Busk
- Indledningen "En ødelæggende hyldest" i Søren Kierkegaard. En kritisk fremstilling i grundrids (1877, genudgivet 2013) af Georg Brandes
- Indledningen i Traktat om tre bedragere (2010) anonymt skrift (oversat af Claus Bratt Østergaard)
- Indledningen i Historiens afslutning og det sidste menneske (1992, genudgivet 2009) af Francis Fukuyama